# Championnat de Suisse de football 2010-2011
Navigation
Super League 2009-2010 Super League 2011-2012
La saison 2010-2011 de Super League est la cent quatorzième édition du championnat de Suisse de football, opposant les dix meilleurs clubs suisses en matchs aller-retour hebdomadaires.

## Les 10 clubs participants
| \| Grasshopper-Club Zurich FC Thoune FC Zurich FC Bâle BSC Young Boys FC Lucerne FC Sion Neuchâtel Xamax FC FC Saint-Gall AC Bellinzone \| Localisation des clubs. · Vainqueur |
| Grasshopper-Club Zurich FC Thoune FC Zurich FC Bâle BSC Young Boys FC Lucerne FC Sion Neuchâtel Xamax FC FC Saint-Gall AC Bellinzone                                           |

Légende des couleurs
- 3e tour de qualification de la Ligue des Champions 2010-2011
- 3e tour de qualification non-champions de la Ligue des Champions 2010-2011
- Tour de barrages de la Ligue Europa 2010-2011
- Troisième tour de qualification de la Ligue Europa 2010-2011
- Promu de Challenge League

| Club               | Dernière montée | Classement 2009-2010 | Entraîneur         | Stade                 | Capacité | Résultats de la saison |
| ------------------ | --------------- | -------------------- | ------------------ | --------------------- | -------- | ---------------------- |
| FC Bâle            | 1993            | 1er                  | Thorsten Fink      | Parc Saint-Jacques    | 42 500   | lien                   |
| BSC Young Boys     | 2001            | 2e                   | Vladimir Petkovic  | Stade de Suisse       | 31 784   | lien                   |
| Grasshopper Zurich | 1951            | 3e                   | Ciriaco Sforza     | Stade du Letzigrund   | 30 000   | lien                   |
| FC Lucerne         | 2006            | 4e                   | Rolf Fringer       | Stade Allmend         | 18 500   | lien                   |
| FC Sion            | 2006            | 5e                   | Bernard Challandes | Stade de Tourbillon   | 20 187   | lien                   |
| FC Saint-Gall      | 2009            | 6e                   | Ulrich Forte       | AFG Arena             | 19 694   | lien                   |
| FC Zurich          | 1990            | 7e                   | Urs Fischer        | Stade du Letzigrund   | 30 000   | lien                   |
| Neuchâtel Xamax    | 2007            | 8e                   | Jean-Michel Aeby   | Stade de la Maladière | 11 997   | lien                   |
| AC Bellinzone      | 2008            | 9e                   | Marco Schällibaum  | Stadio Comunale       | 8 800    | lien                   |
| FC Thoune          | 2010            | 1er (CL)             | Murat Yakin        | Stade du Lachen       | 10 350   | lien                   |

### Changements d'entraineur
| Equipe     | Entraîneur partant | Date de départ  | Remplacé par        | Date d'entrée en fonction |
| ---------- | ------------------ | --------------- | ------------------- | ------------------------- |
| Sion       | Didier Tholot      | 27 mai 2010     | Bernard Challandes  | 7 juin 2010               |
| Neuchâtel  | Jean-Michel Aeby   | 27 août 2010    | Didier Ollé-Nicolle | 2 septembre 2010          |
| Sion       | Bernard Challandes | 22 février 2011 | Laurent Roussey     | 22 février 2011           |
| Aarau      | Ulrich Forte       | 1er mars 2011   | Jeff Saibene        | 7 mars 2011               |
| Bellinzone | Roberto Morinini   | 21 mars 2011    | Carlo Tebi          | 21 mars 2011              |
| Lucerne    | Rolf Fringer       | 2 mai 2011      | Christian Brand     | 3 mai 2011                |
| Young Boys | Vladimir Petković  | 8 mai 2011      | Erminio Piserchia   | 9 mai 2011                |
| Bellinzone | Carlo Tebi         | 21 mai 2011     | Martin Andermatt    | 23 mai 2011               |

## Classement
| Rang | Équipe                  | Pts | J  | G  | N  | P  | Bp | Bc | Diff |
| ---- | ----------------------- | --- | -- | -- | -- | -- | -- | -- | ---- |
| 1    | FC Bâle T               | 73  | 36 | 21 | 10 | 5  | 76 | 44 | +32  |
| 2    | FC Zurich               | 72  | 36 | 21 | 9  | 6  | 74 | 44 | +30  |
| 3    | BSC Young Boys          | 57  | 36 | 15 | 12 | 9  | 65 | 50 | +15  |
| 4    | FC Sion C               | 54  | 36 | 15 | 9  | 12 | 47 | 36 | +11  |
| 5    | FC Thoune P             | 49  | 36 | 11 | 16 | 9  | 48 | 43 | +5   |
| 6    | FC Lucerne              | 48  | 36 | 13 | 9  | 14 | 62 | 57 | +5   |
| 7    | Grasshopper Club Zurich | 41  | 36 | 10 | 11 | 15 | 45 | 54 | -9   |
| 8    | Neuchâtel Xamax         | 32  | 36 | 8  | 8  | 20 | 44 | 67 | -23  |
| 9    | AC Bellinzone           | 32  | 36 | 7  | 11 | 18 | 42 | 75 | -33  |
| 10   | FC Saint-Gall           | 31  | 36 | 8  | 7  | 21 | 34 | 67 | -33  |

Qualifications européennes
Ligue des champions 2011-2012
- 1er : Phase de groupes
- 2e : 3e tour de qualification pour non-champions

Ligue Europa 2012-2013
- C : Barrages
- 3e : 3e tour de qualification
- 5e : 2e tour de qualification

Relégation
- 9e : Barrages de relégation
- 10e : Relégation en Challenge League 2011-2012

Abréviations
T : Tenant du titre
C : Vainqueur de la Coupe de Suisse 2010-2011
P : Promus de Challenge League 2009-2010

## Résultats
| Résultats (▼dom., ►ext.)                                   | BAL | BEL | GCZ | LUC | NEU | SIO | STG | THO | YBB | ZUR |
| FC Bâle                                                    |     | 3-1 | 2-2 | 1-4 | 4-1 | 1-1 | 3-0 | 1-3 | 3-1 | 3-2 |
| AC Bellinzone                                              | 1-0 |     | 1-1 | 0-3 | 3-3 | 0-2 | 1-3 | 2-2 | 2-1 | 1-2 |
| Grasshopper-Club Zurich                                    | 2-1 | 2-3 |     | 0-3 | 1-1 | 0-4 | 2-0 | 0-0 | 1-2 | 1-2 |
| FC Lucerne                                                 | 1-1 | 6-2 | 3-2 |     | 4-2 | 2-3 | 4-0 | 1-1 | 2-0 | 1-1 |
| Neuchâtel Xamax FC                                         | 1-2 | 1-2 | 1-1 | 2-1 |     | 0-3 | 0-1 | 2-3 | 2-4 | 3-4 |
| FC Sion                                                    | 1-2 | 1-1 | 2-0 | 4-1 | 1-2 |     | 0-2 | 1-1 | 2-0 | 1-1 |
| FC Saint-Gall                                              | 1-3 | 3-2 | 1-2 | 1-2 | 0-2 | 1-1 |     | 2-1 | 1-2 | 0-3 |
| FC Thoune                                                  | 1-1 | 0-0 | 2-2 | 1-1 | 1-2 | 1-0 | 3-0 |     | 1-1 | 1-3 |
| BSC Young Boys                                             | 2-2 | 1-1 | 1-0 | 1-1 | 0-1 | 2-1 | 1-1 | 2-2 |     | 1-0 |
| FC Zurich                                                  | 1-4 | 2-2 | 2-0 | 2-2 | 3-1 | 1-1 | 3-1 | 0-0 | 2-2 |     |
| - Victoire à domicile - Match nul - Victoire à l'extérieur |     |     |     |     |     |     |     |     |     |     |

| Résultats (▼dom., ►ext.)                                   | BAL | BEL | GCZ | LUC | NEU | SIO | STG | THO | YBB | ZUR |
| FC Bâle                                                    |     | 2-0 | 2-2 | 3-0 | 1-0 | 1-0 | 3-0 | 5-1 | 2-1 | 3-1 |
| AC Bellinzone                                              | 0-4 |     | 2-0 | 2-0 | 1-1 | 2-2 | 1-3 | 1-1 | 1-5 | 0-1 |
| Grasshopper Club Zurich                                    | 1-2 | 2-2 |     | 2-1 | 3-1 | 2-0 | 1-3 | 0-0 | 3-2 | 3-1 |
| FC Lucerne                                                 | 0-1 | 3-2 | 1-0 |     | 2-1 | 0-1 | 1-1 | 0-1 | 1-1 | 0-5 |
| Neuchâtel Xamax FC                                         | 2-2 | 1-2 | 0-0 | 2-1 |     | 1-0 | 2-1 | 1-4 | 1-2 | 1-2 |
| FC Sion                                                    | 3-0 | 1-0 | 2-0 | 3-2 | 0-0 |     | 2-0 | 1-0 | 0-2 | 0-2 |
| FC Saint-Gall                                              | 0-0 | 1-0 | 1-4 | 0-4 | 1-1 | 0-1 |     | 0-1 | 0-2 | 2-2 |
| FC Thoune                                                  | 2-3 | 3-1 | 0-1 | 3-3 | 1-0 | 3-1 | 0-0 |     | 1-0 | 2-3 |
| BSC Young Boys                                             | 3-3 | 4-0 | 2-2 | 3-1 | 3-2 | 1-1 | 4-2 | 0-1 |     | 4-2 |
| FC Zurich                                                  | 2-2 | 5-0 | 1-0 | 2-0 | 3-0 | 2-0 | 3-1 | 1-0 | 2-1 |     |
| - Victoire à domicile - Match nul - Victoire à l'extérieur |     |     |     |     |     |     |     |     |     |     |

### Barrages de relégation
Le 9e de Super League affrontera le deuxième de Challenge League pour connaitre la dernière équipe à évoluer en Super League l'année prochaine.
| Match aller                   | AC Bellinzone                              | 1 - 0   | Servette FC                            | Stadio Comunale                             |                                             |
| Samedi 28 mai 2011 18:00 CEST | Pergl 88e                                  | (0 - 0) |                                        | Spectateurs : 4 800 Arbitrage : Alain Bieri | Spectateurs : 4 800 Arbitrage : Alain Bieri |
| Samedi 28 mai 2011 18:00 CEST | Feltscher 31e · Mattila 39e · Diarra 90+2e | Rapport | 8e Gonzalez · 49e Eudi · 83e Schneider | Spectateurs : 4 800 Arbitrage : Alain Bieri | Spectateurs : 4 800 Arbitrage : Alain Bieri |

| Match retour           | Servette FC                              | 3 - 1   | AC Bellinzone                                                               | Stade de Genève                                |                                                |
| Mardi 31 mai 2011 CEST | Mangiarratti 11e (csc) · Baumann 45e 56e | (2 - 0) | 69e Lustrinelli                                                             | Spectateurs : 23 338 Arbitrage : Nikolaj Hänni | Spectateurs : 23 338 Arbitrage : Nikolaj Hänni |
| Mardi 31 mai 2011 CEST | Vitkieviez 31e · Schneider 35e           | Rapport | 29e Mangiarratti · 54e Diana · 73e Thiesson · 90+2e Edusei · 90+2e Sermeter | Spectateurs : 23 338 Arbitrage : Nikolaj Hänni | Spectateurs : 23 338 Arbitrage : Nikolaj Hänni |

## Statistiques

### Classement des buteurs
| Rang | Joueur                 | Club                    | Buts |
| ---- | ---------------------- | ----------------------- | ---- |
| 1    | Alexander Frei         | FC Bâle                 | 27   |
| 2    | Henri Bienvenu         | BSC Young Boys          | 16   |
| 3    | Mauro Lustrinelli      | AC Bellinzone           | 14   |
| 4    | Hakan Yakin            | FC Lucerne              | 12   |
| 5    | Marco Streller         | FC Bâle                 | 10   |
| 5    | Admir Mehmedi          | FC Zurich               | 10   |
| 5    | Giovanni Sio           | FC Sion                 | 10   |
| 5    | Alexandre Alphonse     | FC Zurich               | 10   |
| 9    | Mohamed Amine Chermiti | FC Zurich               | 9    |
| 9    | Innocent Emeghara      | Grasshopper-Club Zurich | 9    |
| 9    | Nelson Ferreira        | FC Lucerne              | 9    |
| 9    | Emmanuel Mayuka        | BSC Young Boys          | 9    |
| 9    | Ezequiel Scarione      | FC Saint-Gall           | 9    |

## Parcours en coupes d'Europe
Le parcours des clubs suisses en coupes d'Europe est important puisqu'il détermine le coefficient UEFA, et donc le nombre d'équipes helvétiques présentes en compétitions européennes les années suivantes.
| Club                    | Compétition         | Résultat                 | Ultime(s) adversaire(s)  | Ultime(s) adversaire(s)  | Ultime(s) adversaire(s)  |
| ----------------------- | ------------------- | ------------------------ | ------------------------ | ------------------------ | ------------------------ |
| FC Bâle                 | Ligue des champions | Phase de groupes         | Bayern Munich            | AS Rome                  | CFR Cluj                 |
| FC Bâle                 | Ligue Europa        | 16e de finale            | FK Spartak Moscou        | FK Spartak Moscou        | FK Spartak Moscou        |
| BSC Young Boys          | Ligue des champions | Barrages                 | Tottenham Hotspur        | Tottenham Hotspur        | Tottenham Hotspur        |
| BSC Young Boys          | Ligue Europa        | 16e de finale            | Zénith Saint-Pétersbourg | Zénith Saint-Pétersbourg | Zénith Saint-Pétersbourg |
| Grasshopper Club Zurich | Ligue Europa        | Barrages                 | Steaua Bucarest          | Steaua Bucarest          | Steaua Bucarest          |
| FC Lucerne              | Ligue Europa        | 3e tour de qualification | FC Utrecht               | FC Utrecht               | FC Utrecht               |

## Bilan de la saison
| Championnat de Suisse de football 2010-2011 |                           |
| Champion                                    | FC Bâle (14e titre)       |
| Coupes et trophées                          |                           |
| Vainqueur de la Coupe de Suisse 2010-2011   | FC Sion                   |
| Qualifications continentales                |                           |
| Ligue des champions 2011-2012               | FC Bâle                   |
| Ligue des champions 2011-2012               | FC Zurich                 |
| Ligue Europa 2011-2012                      | FC Sion ou BSC Young Boys |
| Ligue Europa 2011-2012                      | FC Thoune                 |
| Promotions et relégations                   |                           |
| Promus en Super League                      | FC Lausanne-Sport         |
| Promus en Super League                      | Servette FC               |
| Relégués en Challenge League                | FC Saint-Gall             |
| Relégués en Challenge League                | AC Bellinzone             |